# De Sims 3: Studententijd
De Sims 3: Studententijd (Engels: The Sims 3: University Life) is het negende uitbreidingspakket van De Sims 3 en verscheen op 7 maart 2013 in België en Nederland.
Het pakket bevat gelijkaardige spelonderdelen en gameplay uit De Sims 2: Studentenleven.

## Gameplay

### Sims Universiteit
Met dit uitbreidingspakket wordt een speciale buurt toegevoegd: Sims Universiteit, die eigenlijk een universiteitscampus is. Deze buurt is vergelijkbaar met de landen uit De Sims 3: Wereldavonturen omdat er niet met de andere Sims gespeeld kan worden en de Sims die wel speelbaar zijn, maar tijdelijk in die wereld verblijven. Sims die jongvolwassen zijn, kunnen hier eventueel verder studeren.
Vooraleer Sims naar de universiteit vertrekken, kunnen ze eerst een vaardigheidstest doen. Daarbij wordt gekeken naar de vaardigheden, werkervaring en karaktereigenschappen van de Sim. De uitslag van de test geeft aan welke studie het best geschikt is.
Sims kunnen, tijdens hun semester, verblijven in een studentenhuis met huisgenoten of een woning huren en alleen wonen. De lengte van een semester kan door de speler veranderd worden: één semester wordt gelijkgesteld tot één week, twee semesters tot twee weken. Op het einde van het semester worden er examens gehouden. Om de beste resultaten te behalen, moeten de studenten met een aantal verantwoordelijkheden rekening houden. Ze moeten naar de lessen gaan, studeren, werken aan de vaardigheden en uiteindelijk goede examens maken.
Wanneer Sims zijn afgestudeerd, krijgen ze een universitaire graad in hun studie. Hoe hoger de graad, hoe betere carrièreresultaten dit zal opleveren. Zo zullen ze een betere salaris krijgen en sneller promotie maken.

#### Studies
Op de universiteit worden zes studies gegeven:
- Zaken
- Technologie
- Wetenschap en geneeskunde
- Kunstwetenschappen
- Communicatie
- Lichamelijke opvoeding

### Sociale groepen
Sims worden nu, aan de hand van de activiteiten die ze uitvoeren in hun vrije tijd, in drie verschillende sociale groepen onderverdeeld:
Nerds
- Stripboeken lezen
- Online spellen spelen
- Deelnemen aan kennisquizzen
- Vaardigheid: wetenschap
- Carrière: Videogameontwikkelaar

Rebellen
- Kruiden eten
- Demonstreren
- In afvalcontainers springen
- Vaardigheid: straatkunst
- Carrière: Kunstbeoordeler

Sportfanaten
- Feestjes geven
- Handstanden uitvoeren
- Aantal vrienden
- Vaardigheid: sociaal netwerken
- Carrière: Sportagent

De status van de sociale groepen kan bekeken worden via de nieuwe smartphone.

### Vaardigheden
Elke Sim kan drie nieuwe vaardigheden uitoefenen:
- Wetenschap: experimenten doen
- Straatkunst: graffiti spuiten op de muren en de grond
- Sociaal netwerken: blogs schrijven

### Carrières
Voor Sims uit iedere sociale groep is een carrière beschikbaar:
- Videogameontwikkelaar (nerd)
  - Technicus
  - Gamevormgever
- Kunstbeoordeler (rebel)
  - Beoordeling
  - Bemachtiging
- Sportagent (sportfanaat)

### Nieuwe voorwerpen
Onder andere deze voorwerpen zijn aanwezig in het pakket:
- Tafeltennis
- Drank- en snackautomaten
- Bowlingbaan
- Minikoelkast
- Inklapbaar bed

### PlantSims
PlantSims hebben een groene huidskleur en dragen kledij die gemaakt is van bladeren. Ze hebben andere behoeften dan gewone Sims en kunnen met planten praten.
Om een PlantSim te worden kan de Sim zich aanmelden als proefkonijn. Wanneer er tijdens de proeven dan een bijwerking optreedt, bestaat de kans dat de Sim een PlantSim is geworden.

## Speciale edities

### Limited Edition
Bij het uitbreidingspakket is een standbeeld toegevoegd. Met het beeld kan de speler een gemaskerd bal of een togafeest organiseren.

### De Sims 3 plus De Sims 3: Studententijd
Hierbij is het basisspel, De Sims 3, met het uitbreidingspakket De Sims 3: Studententijd samengevoegd. Extra voorwerpen en materiaal is niet aanwezig.